# Pierce-Arrow Silver Arrow
Der Pierce-Arrow Silver Arrow ist ein Oberklasse-Fahrzeug des US-amerikanischen Automobilherstellers Pierce-Arrow aus dem Jahr 1933.

## Geschichte
Die durch den New Yorker Börsenkrach im Jahre 1929 ausgelöste Weltwirtschaftskrise traf die Automobilhersteller in den USA schwer. Der angeschlagene Hersteller Pierce-Arrow unternahm mit dem Konzept des Silver Arrow den Versuch, die Verkaufszahlen durch die Einführung eines möglichst aufsehenerregenden Fahrzeuges zu verbessern. Der Silver Arrow wurde auf der Weltausstellung in Chicago im Jahre 1933 vorgestellt. Trotz seiner technischen und gestalterischen Qualitäten erzielte das Modell auf dem Markt jedoch nicht die gewünschte Resonanz, so dass einschließlich des auf der Ausstellung gezeigten Wagens lediglich fünf Silver Arrows produziert wurden.
Der Kaufpreis war mit exakt 10.000 Dollar sehr hoch angesetzt, ein durchschnittliches Jahreseinkommen bewegte sich seinerzeit zwischen 800 und 1.000 Dollar.

## Design
Die vom Designer Phillip O. Wright entworfene und von Studebaker – in dessen Konzernverbund sich Pierce-Arrow seit 1928 befand – gefertigte Karosserie zeichnete sich durch ihre für damalige Verhältnisse neuartige, stromlinienförmige Erscheinung aus. Das Fahrzeug glich in diesem Punkt späteren Fabrikationen aus den 1940er Jahren. Eine Besonderheit waren die beiden seitlich in der Karosserie verborgenen Ersatzräder, die bei Konkurrenzmodellen noch außen sichtbar am Fahrzeug angebracht waren.

## Verbleib der Fahrzeuge
Von den fünf produzierten Exemplaren existieren noch drei im originalgetreuen Zustand und ein Fahrzeug mit einer anderen Karosserie. Der fünfte Wagen ist im Laufe der Zeit verloren gegangen.
- Der erste produzierte Silver Arrow wechselte mehrfach den Besitzer und war bis 1996 für mehrere Jahre Teil der Sammlung des Blackhawk Museums in Danville, Kalifornien. Das Museum verkaufte den Wagen schließlich an Thomas Derro, der es seiner umfangreichen Privatkollektion hinzufügte und in den folgenden Jahren mehrmals auf öffentlichen Veranstaltungen präsentierte. Im Jahr 2017 versteigerte das Auktionshaus Sotheby’s das Fahrzeug für 2,31 Mio. Dollar im Rahmen der Sammlungsauflösung des im selben Jahr verstorbenen Derro.[7][8]
- Der auf der Weltausstellung in Chicago gezeigte Silver Arrow war lange im Long Island Automotive Museum ausgestellt und gelangte nach dessen Schließung in den Besitz des Automobilmuseums Chicago Vintage Motor Carriage, in dessen Sammlung er sich bis heute befindet.[9] Zeitweise war er als Leihgabe im Studebaker National Museum in Indiana zu sehen.[10]
- Der dritte originalgetreue Silver Arrow war Teil der umfangreichen Sammlung von William F. Harrah, der ihn zeitlebens behielt.[6] 1979 wurde er im Rahmen einer von Roman Weyl konzipierten Ausstellung in Düsseldorf, die einige Fahrzeuge des im Vorjahr verstorbenen Harrah enthielt, gezeigt.[11] Das Fahrzeug wurde in den frühen 1980er Jahren im Rahmen der Sammlungsauflösung versteigert und befindet sich seitdem im Besitz des Art University Automobile Museums in San Francisco.[12] Es wurde 2015 auf dem Arizona Concours d'Elegance in Phoenix gezeigt.[13]
- Der vierte noch existierende Silver Arrow ist ein Umbau. Er wurde von David B. Kouri mit einer extravaganten, neuen Karosserie versehen.[14] Der Wagen war ebenfalls Teil der Sammlung Harrahs und wurde in den frühen 1980er Jahren versteigert.[6] Er befindet sich seither in Privatbesitz.

## Technische Daten
| Kenngrößen            | Daten |
| Motor                 | 12-Zylinder-V-Motor, Block aus Gusseisen, 80° Zylinderwinkel                                                                              |
| Bohrung/Hub           | 88,9 mm × 101,6 mm |
| Hubraum               | 7566 cm³ |
| Verdichtung           | 6 : 1 |
| Leistung              | 128 kW (175 PS) |
| Maximales Drehmoment  | 237,4 Nm |
| Ventilsteuerung       | 2 stehende Ventile pro Zylinder, hydraulische Ventilstößel, Einlass-Ventile aus Nickelstahl, Auslass-Ventile aus hochlegiertem Chromstahl |
| Vergaser              | 2 Stromberg-Einfachfallstrom-Vergaser Ex32                                                                                                |
| Kühlung               | Wasserkühlung |
| Rahmen                | Elektrogeschweißter Kastenrahmen |
| Federn                | Halbelliptik-Blattfedern, hydraulische, doppelt wirkende Stoßdämpfer Delco-Lovejov an Vorder- und Hinterachse                             |
| Vorderachse           | Starrachse |
| Hinterachse           | Starrachse |
| Bremsen               | Stewart-Warner-Servo-Bremsen mit 16-Zoll-Trommeln                                                                                         |
| Räder                 | 16-Speichen-Räder mit 5 Stiftschrauben |
| Reifen                | 7,5 × 17 Zoll |
| Kupplung              | Zweischeiben-Trockenkupplung |
| Getriebe              | Mechanisch |
| Ganganzahl            | 3 vorwärts, 1 rückwärts |
| Antrieb               | über Hinterräder |
| Radstand              | 3530 mm |
| Spurweite             | vorne 1500 mm, hinten 1560 mm |
| Gewicht               | 2314 kg |
| Höchstgeschwindigkeit | 185 km/h |

## Pierce-Arrow Silver Arrow in der Populärkultur
Der Silver Arrow fand in stilisierter Form Verwendung in den Computerspielen Mafia: The City of Lost Heaven aus 2002 und Mafia: Definitive Edition aus 2020. Die Silhouette eines Silver Arrows ziert das Logo des Museums Chicago Vintage Motor Carriage.